# دارين ستيرن
دارين ستيرن (بالإنجليزية: Darine Stern)‏ هي عارضة أمريكية، ولدت في 16 نوفمبر 1947، وتوفيت في 5 فبراير 1994.